# 厦门市金莲升高甲剧团
廈門市金蓮陞高甲劇團（臺羅：Ē-mn̂g tshī Kim-liân-sing ko-kah hì-thuân），直屬廈門市人民政府文化局的公營高甲戲劇團。前身是金門大嶝島（1949年以前屬金門縣，現屬中國福建省廈門同安）人謝天造主持的民營高甲戲班，班主的原籍就是團名金字的來源，蓮字的來源是戲班合夥人的原籍廈門同安蓮河。
1953年展開民主改革，1954年完成，私營經公私合營改為公營，1960年改名厦门市高甲剧团。1966年文化大革命開始后，合併了同安县高甲戏剧团，定名东风文工团，宣傳毛澤東思想。1969年被解散，1978年改革開放后，东风文工团重新建置，1988年起重新使用金蓮陞名稱，直到現在。
現有多位高級職稱演員和創作人員在團工作。

## 劇團領導
- 黨委副書記兼副團長曾蔚虹
- 副團長陈炳聪（國家級非物質文化遺產高甲戲項目代表性傳承人，國家2級演員）
- 副團長吴晶晶（國家1級演員，中國戲劇梅花獎獲得者）
- 副團長王双庆
- 藝術指導纪亚福（國家級非物質文化遺產高甲戲項目代表性傳承人，國家1級演員）

## 代表剧目
1952年，艺人陈家塾、张清沪和张长城，根据《荔镜传》唱本改编成六集连分本戏《陈三五娘》。
- 《金刀会》（1999年）
- 《上官婉儿》（2002年）
- 《阿搭嫂》（2006年）
- 《乔女》
- 《子良讨亲》
- 《小七送书》
- 《金虎迎亲》

## 出访
- 1985年12月 剧团赴菲律宾文化交流演出。
- 1988年 赴香港参加中国地方戏剧展演。
- 1994年 大陆剧团首次赴台湾、金门文化交流演出。
- 2001年 剧团再次赴台湾、金门文化交流演出。
- 2005年9月 赴金门参加两岸庆中秋演出。
- 2007年5月 应金门城隍庙邀请，赴金门文化交流演出。
- 2007年12月 应澳门厦门联谊会的邀请参加庆祝澳门回归祖国八周年暨澳门厦门联谊会成立，首届理监事就职典礼演出。
- 2008年4月 应邀赴台湾参加台南市举办的郑成功文化节演出。

## 外部連結
- 厦门市金莲升高甲剧团
- YouTube上的高甲戏《陈三五娘之益春告御状》